# 區別特徵
在語言學中，區別特徵（distintive feature）是用以區分語言中不同音位的性質特徵，也是擔負區別意義功能的最小單位。例如[b]與[p]這兩個雙唇塞音即可通過特徵［濁音性］加以區分。區別特徵是語音結構中最基本的單位，語言中所有音位都由多個區別特徵構成。區別特徵的劃分方式有多種，有些方式僅用於描述單一特定語言的音系，而有些方式則可以適用於多種語言的音系，語言學界也正在探索可以適用於所有語言的音系的區別特徵體系。
區別特徵根據其所描述的音段的自然類被分為數類：主要類別特徵、聲門特徵、方法特徵和部位特徵等。這些類別又可以根據相關音段的語音學屬性進一步細分。
自從20世紀50年代開始對區別特徵進行語音分析以來，語言學界在傳統上都是用二元值來描述區別特徵，正值［+］表示一個音段具有該特徵，而負值［−］表示其不具有該特徵。此外，音位對區別特徵也可以是無標記的。某些音位在不同語言中可能具有不同的特徵。以/l/為例，根據與其他輔音的關係，/l/在不同語言中，既可能被標記為［+連續性］，也可能被標記為［-連續性］。將區別特徵用二元值描述的做法早在1941年羅曼·雅各布森初次提出區別特徵理論時即已出現，而在1968年於諾姆·喬姆斯基和莫里斯·哈利《英語音系》中被正式實踐。雅各布森認為二元劃分可以最大程度上簡化區別特徵的體系，且音位對立的自然屬性本身就是二元的。
在之後的研究中，音系學家提出了只能取一個值的區別特徵，稱為單值特徵。單值特徵只能表示某個音段具有此種特徵，而不能表示某個音段不具有此種特徵。

## 雅各布森体系
雅各布森作為區別特徵理論的創始人之一，曾在考察過上百種語言材料之後，創造了一套由12對區別特徵組成的系統。 此體系中的特徵主要基於語音的聲學特性，而現時常用的特徵中有許多是基於發音生理。 這12對區別特徵可以歸納為三類：基本聲源特徵；次要的輔音聲源特徵；共振特徵。

### 基本聲源特徵
基本聲源特徵用於對語音進行基本分類。
- 元音性/非元音性（vocalic/non-vocalic）：聲學上有明顯共振峰結構，發音時聲道無阻礙的音為元音性的，反之則為非元音性的。

- 輔音性/非輔音性（consonantal/non-consonantal）：聲學上只有強頻區，沒有共振峰，共鳴性較差，發音時聲道有阻礙的音為輔音性的，反之則為非輔音性的。

上述兩對特徵看似不是互相獨立的，實際上存在一些既為元音性又為輔音性的音（如邊音[l]），也存在一些既非元音性又非輔音性的音（如喉擦音[h]）。

### 次要的輔音聲源特徵
輔音聲源特徵用於描述輔音音位之間的對立。
- 突發性/延續性（abrupt/continuant）：突發性的音起音突然，瞬間除阻後緊接著元音，在語圖上表現為時值極短的衝直條，如塞音、顫音、閃音等；而延續性的音起音平緩，除阻階段較長，元音接上得較晚，在語圖上表現為一段連續的亂紋，如擦音、邊音等。

- 急煞性/非急煞性（checked/unchecked）：急煞性的音在關閉聲源時聲門突然閉塞或壓縮，因此聲音急劇衰減，如聲門化音、擠喉音、內爆音等；非急煞性的音在關閉聲源時氣流並非突然中止，而是逐漸減弱，故聲音也是緩和地衰減。

- 粗糙性/柔潤性（strident/mellow）：粗糙性的音具有高強度的噪音，柔潤性的音具有低強度的噪音。發音生理上前者的聲道障礙比後者更複雜。這二者的比較是相對的，例如擦音和塞音相比時擦音粗糙而塞音柔潤，但同為擦音的/s/与/θ/也可進行比較，前者粗糙而後者柔潤。

- 濁音性/清音性（voiced/unvoiced）：浊音在发音时伴随着声带周期性振动，清音则没有。[7]

### 共鳴特徵
共鸣特征用于对音位特征进行进一步的分类。
- 集聚性/分散性（compact/diffuse）：集聚性的音第一共振峰和第二共振峰比較靠近，分散性的音則反之。發音生理上，由舌和腭的最窄收緊點所分出的前腔容積大於後腔則為集聚性的音，如[x]、[a]等；後腔容積大於前腔則為分散性的音，如[f]、[i]等。

- 沉鈍性/尖銳性（grave/acute）：有三種判斷標準。沉鈍性的音口腔較大，分隔較少；口腔後部收縮，咽腔較窄；第二共振峰接近第一共振峰，如[u]、[p]、[x]等。尖銳性的音口腔較小，分隔較多；口腔後部放開，咽腔較寬；第二共振峰接近第三共振峰，如[i]、[t]、[ʃ]等。

- 降音性/平音性（flat/plain）：降音性的音在聲學上體現為共振峰的過渡音徵趨勢向下，指向低頻，而在發音生理上體現為圓唇化和軟腭化。降音性與平音性的對立如[y]/[i]、[u]/[ɨ]等。

- 升音性/平音性（sharp/plain）：升音性的音在聲學上體現為共振峰的過渡音徵趨勢向上，指向高頻，而在發音生理上體現為舌前部翹向硬腭，接觸面擴大。升音性與平音性的對立如[ɕ]/[s]等。

- 緊張性/鬆弛性（tense/lax）：緊張性的音持續時間長，能量高，聽起來強而長，鬆弛性的音則反之。緊張性與鬆弛性的對立既存在於輔音又存在於元音，例如8個標準元音都屬於緊張性的音，而其他元音均為鬆弛性的音，再如輔音中發音器官肌肉緊張的音和發音器官鬆弛的音即可以通過緊張性/鬆弛性形成對立，如清輔音和濁輔音、送氣音和不送氣音等。

- 鼻音性/口音性（nasal/oral）：氣流僅通過口腔衝出即為口音，若口腔共鳴器得到鼻腔的補充則為鼻音。

雖然雅各布森創立這套體系的初衷是用這些特徵來描寫所有的人類語言，但在實踐上遇到了許多難以用此體系描述的語言。而且雅各布森的系統主要從聲學特徵出發，但有些特徵很難用十分清楚的語音界線來劃分。

## 常用体系

顯示音位的典型分類（國際音標）及其調音方法和區別特徵的歐拉圖

本節介紹常用的區別特徵。

### 主要類別特徵
主要類別特徵用於區分音位的主要類別，如元音、輔音、半元音等。
- ［+/-音節性］[10]：值為［+］代表音段可以作為音節的核心，為［−］則反之。［+音節性］表示成音節輔音和所有元音，而［−音節性］表示半元音和除成音節輔音外的所有輔音。

- ［+/-輔音性］[11]：值為［+］代表氣流在聲道中受到阻礙，為［−］則反之。［+輔音性］包括塞音、鼻音、流音、顫音等輔音，而［-輔音性］包括元音和半元音等。

- ［+/-近音性］：值為［+］代表氣流通過聲道時產生的湍流不強，類似近音，為［−］則反之。［+近音性］包括元音、半元音、流音等，而［-近音性］包括鼻音和塞音等。

- ［+/-響音性］[11]：值為［+］代表發音時聲道內部不存在氣壓的不平衡，發音可以持續，為［−］則代表發音時聲道內部由於氣壓不平衡而產生湍流，氣壓恢復平衡後發音即終止。［+響音性］包括元音和響音（半元音、鼻音、流音等），而［-響音性］包括阻礙音等。

### 喉部特徵
喉部特徵用於描述音位在發音時的聲門狀態。
- ［+/-濁音性］[10]：值為［+］代表發音時伴隨聲帶震動，為［−］則反之。［+濁音性］包括所有濁音，而［-濁音性］包括所有清音。

- ［+/-聲門張開］[10]：值為［+］代表發音時聲門開放程度大，足以使氣流通過聲門時摩擦成音，為［−］則反之。［+聲門張開］包括送氣音、氣聲、聲門擦音等。

- ［+/-聲門收縮］[10]：值為［+］代表發音時聲門開放程度小，足以使氣流暫時無法通過，為［−］則反之。［+聲門收縮］包括聲門化輔音、聲門塞音、擠喉音、內爆音等。

### 方法特徵
方法特徵用於描述發音方法。
- ［+/-通音性］[11]：值為［+］代表聲道裡沒有任何明顯的障礙，允許氣流連續通過，為［−］則反之。[+通音性]包括元音、半元音、流音、擦音等，而［-通音性］包括塞音、塞擦音，有時也包括鼻音。

- ［+/-鼻音性］[11]：值為［+］代表軟腭下降，使氣流可以通過鼻腔，為［−］則代表軟腭升高，使氣流無法進入鼻腔而只能從口腔衝出。［+鼻音性］包括鼻音和鼻化元音等。

- ［+/-噝音性］[10]：值為［+］代表存在高頻噪聲（一般由舌尖將氣流引向牙齒產生強烈摩擦而發出），為［−］則反之。［+噝音性］包括唇齒擦音、齒齦擦音、腭齦擦音、小舌擦音等，［-噝音性］包括所有非擦音以及齒擦音、雙唇擦音、齦腭擦音、軟腭擦音。該特徵僅適用於阻礙音。

- ［+/-邊音性］[10]：值為［+］代表舌中部上升接觸上颚，使氣流只能從舌兩側流出，為［−］則反之。［+邊音性］包括各種邊音。

- ［+/-延遲除阻］[10]：值為［+］代表除阻時並不立刻完全除去聲道中的阻礙，而是除阻後一段時間內調音部位之間的間隙仍然狹小，使得這段期間內氣流仍然與調音部位摩擦發出噪音，為［−］則反之。［+延遲除阻］包括塞擦音，［-延遲除阻］包括塞音，有時也包括擦音等其他阻礙音。

### 部位特徵
部位特徵用於描述調音部位的差別。
- ［雙唇音］：雙唇音指與雙唇相關的音，如輔音中的雙唇音和唇齒音。
  - ［+/-圓唇性］：為［+］代表發音過程嘴唇攏圓，反之則不是。
- ［舌冠音］：舌冠音指通過舌尖、舌葉或舌尖下發出的音。
  - ［+/-前方性］：為［+］代表舌尖或舌葉與齒齦相接，如齒音，反之則不是，如齒齦後音和捲舌音。
  - ［+/-分散性］：為［+］代表舌頭在口腔中延伸一段距離，如舌葉音、齒音、齒齦後音等，反之則不是，如舌尖音、齒齦音、捲舌音等。
- ［舌面音］：舌面音指通過抬起舌背而發出的音，如硬腭音、軟腭音和小舌音等輔音以及所有的元音。因此下列四個細分特徵也是區別元音常用的特徵。
  - ［+/-高］：為［+］代表舌面抬高靠近上腭，反之則不是。
  - ［+/-低］：為［+］代表舌面處於口腔較低的位置，反之則不是。
  - ［+/-後］：為［+］代表舌面緊張並向口腔後部回縮，反之則為舌面緊張並向口腔前部伸展。
  - ［+/-緊］：此特徵（主要）適用於描述發元音時舌根的位置。為［+］代表發音時舌根靠前。這個特徵常與下述的舌根前伸（ATR）特徵共通，關於這兩者是否為同一特徵尚存在爭論。
- ［舌根音］：舌根音指通過舌根發出的音，包括咽音等。
  - ［+/-舌根前伸］：為［+］代表舌根前伸。
  - ［+/-舌根後縮］：為［+］代表舌根朝咽壁聚攏，且咽縮肌緊張。

## 其他應用
區別特徵理論除了用於傳統的音系分析之外，也被用作分析美國手語等手語中的手形。此外，區別特徵理論也被用於區分諺語和標語、格言、陳腔濫調等其他類型的語言。

## 引用
1. ↑  王理嘉 1991，第163頁.
2. ↑  Ladefoged 2012，第195-198頁.
3. ↑  Gussenhoven & Jacobs 2017，第64-65頁.
4. ↑  Gussenhoven & Jacobs 2017，第72-73頁.
5. ↑  Administration. . Macquarie University.   [2021-05-19]. （原始内容存档于2021-04-18） （澳大利亚英语）.
6. ↑  Gussenhoven & Jacobs 2017，第65頁.
7. 1 2 3  王理嘉 1991，第163-169頁.
8. ↑  王理嘉 1991，第183頁.
9. ↑  Gussenhoven & Jacobs 2017，第66–81頁.
10. 1 2 3 4 5 6 7 8  Arnaudova, Olga. . University of Ottawa.   [19 May 2021]. （原始内容存档于13 May 2021）.
11. 1 2 3 4 5  . Harvard Faculty of Arts and Sciences.   [19 May 2021]. （原始内容存档于17 September 2021）.
12. ↑  Godsave, Bruce. 1974. An investigation of the feasibility of using a particular distinctive feature matrix for recording and categorizing fingerspelling errors. University of Cincinnati, doctoral dissertation.
13. ↑  p. 73. Norrick, Neal. 1985. How Proverbs Mean: Semantic Studies in English Proverbs. de Gruyter.